# I due sentieri
I due sentieri (Las dos sendas) è un dipinto a olio e tempera su tela del pittore simbolista spagnolo Julio Romero de Torres, realizzato tra il 1911 e il 1915.

## Storia
La probabile data di esecuzione del dipinto è tra il 1911 e il 1915, poiché poco dopo Romero de Torres avrebbe lavorato come professore della scuola di belle arti di Madrid. Le pose statuarie dei personaggi fanno pensare che l'opera sia anteriore a questo periodo di insegnamento alla scuola di belle arti.
Il 15 ottobre 2020 il quadro, fino ad allora proprietà del gruppo imprenditoriale PRASA, venne messo all'asta dalla casa d'aste novaiorchese Christie's. L'opera venne acquistata per 405.000 euro da un acquirente sconosciuto.

## Descrizione
In questo quadro sono presenti tre donne, una nuda e distesa su un divanetto (decorato con dei motivi barocchi) e le altre due in piedi: da un lato si trova una monaca di fronte a un arco attraverso il quale si intravede un convento; dall'altro si trova una donna che regge un vassoio pieno di gioielli e sullo sfondo c'è una scena di festa, nella quale, tra le varie figure, Romero de Torres si autoritrasse mentre suona la chitarra. L'espressione della suora (la cui modella pare si chiamasse Rafaelita Ruiz) è serena, mentre quella della donna con il vassoio (il cui volto è quello della cantante Carmen Casena) è più dura e contrariata. Con questa tela Julio Romero de Torres riflette la dicotomia morale e la filosofia modernista spagnola degli inizi del ventesimo secolo. Nell'opera spiccano due caratteristiche dello stile dell'artista: da un lato l'erotismo e la sensualità, in maniera appariscente, e dall'altro le nuove tecniche simboliste, il movimento con il quale egli si identificherà definitivamente.
Dal 1908 la pittura di Romero de Torres abbandona la denuncia sociale e i temi marginali per concentrarsi sul ritratto simbolista della donna spagnola. La giovane nuda in primo piano ha davanti a sé due vie diverse da poter intraprendere: quella della spiritualità, del silenzio e del donarsi a Dio e quella di accettare il mondo, con i suoi peccati e le sue virtù, i suoi lussi e le sue tentazioni, i suoi pro e i suoi contro. Come è tipico dell'opera di Julio Romero, le finestre gemelle che appaiono sullo sfondo del quadro ritraggono delle scene cordovesi, un segno del manierismo crescente nello stile del pittore. Il simbolismo dei personaggi ora è evidente nel simbolismo degli spazi.